# Zámek v Itálii
Zámek v Itálii (v originále Un château en Italie) je francouzský hraný film z roku 2013, který režírovala Valeria Bruni Tedeschiová. Film byl uveden v oficiální soutěži na filmovém festivalu v Cannes dne 20. května 2013.

## Děj
Ve velké italské buržoazní rodině, která musí prodat rodinný majetek, se Louise setkává s Nathanem a stará se o jeho nemocného bratra.

## Obsazení
| Valeria Bruni Tedeschiová | Louise           |
| Louis Garrel              | Nathan           |
| Marisa Borini             | matka            |
| Xavier Beauvois           | Serge            |
| Filippo Timi              | Ludovic          |
| André Wilms               | Nathanův otec    |
| Marie Rivière             | Nathanova matka  |
| Aurélia Petit             | ošetřovatelka    |
| Céline Salletteová        | Jeanne           |
| Pippo Delbono             | kněz             |
| Silvio Orlando            | italský starosta |
| Gérard Falce              | Gérard           |
| Jean-Maurice Champagne    | mnich            |
| Omar Sharif               | sám sebe         |

## Ocenění
- César: nominace na cenu César za nejlepší herečku ve vedlejší roli (Marisa Borini)